# Sambégou Bangoura
Sambégou Bangoura, född 3 april 1982 i Conakry, är en fotbollsspelare från Guinea som sedan 2013 spelar i AS Kaloum Star.
Han var uttagen till Guineas landslagstrupp i Afrikanska mästerskapet i fotboll 2004.